# Ароматновский сельский совет
 Ароматновский сельский совет (укр. Ароматнівська сільська рада, крымскотат. Ароматное кой шурасы) — административно-территориальная единица в Белогорском районе в составе АР Крым Украины (фактически до 2014 года), ранее до 1991 года — в составе Крымской области УССР в СССР.
Население по переписи 2001 года составляло 2430 человек. Территория сельсовета находится в юго-западной части района, в предгорье Главной гряды Крымских гор, в верхней части долин Зуи и Бурульчи.
К 2014 году сельский совет включал 3 села:
- Ароматное
- Красногорское
- Курортное

## История
Сельсовет образован 1954 году в составе Зуйского района. После ликвидации в 1959 году Зуйского района, совет включили в состав Белогорского. На 15 июня 1960 года в его составе числились следующие сёла:

| - Ароматное - Красногорское - Курортное | - Межгорье - Овражки - Пасечное |

К 1968 году Межгорье, Овражки и Пасечное были переданы в Зеленогорский сельский совет и совет обрёл современный состав. С 12 февраля 1991 года сельсовет в восстановленной Крымской АССР, 26 февраля 1992 года переименованной в Автономную Республику Крым.
С 21 марта 2014 года в составе Крыма аннексирован Россией.
С 2014 года на месте сельсовета находится Ароматновское сельское поселение Республики Крым.